# SV Wacker Burghausen
SV Wacker Burghausen este un club de fotbal din Burghausen , Germania care evoluează în 3. Liga.

## Lotul sezonului 2009-2010
| Nr. |          | Poziție | Jucător               |
| --- | -------- | ------- | --------------------- |
| 1   | Germania | P       | Manuel Riemann        |
| 2   | Germania | F       | Patrick Wolf          |
| 3   | Germania | M       | Ronald Schmid         |
| 4   | Germania | F       | Björn Hertl (captain) |
| 5   | Germania | F       | Martin Schmidt        |
| 6   | Polonia  | M       | Michael Kokocinski    |
| 7   | Germania | M       | Christian Holzer      |
| 8   | Germania | F       | Sven Kresin           |
| 9   | Italia   | A       | Alessandro Belleri    |
| 10  | Germania | M       | Bajram Nebihi         |
| 13  | Germania | A       | Thomas Hamberger      |
| 14  | Germania | M       | Christoph Burkhard    |
| 15  | Germania | M       | Markus Grübl          |

| Nr. |          | Poziție | Jucător             |
| --- | -------- | ------- | ------------------- |
| 16  | Maroc    | A       | Fikri El Haj Ali    |
| 17  | Germania | M       | Sascha Traut        |
| 18  | Germania | F       | Benjamin Gorka      |
| 19  | Austria  | M       | Daniel Pirker       |
| 20  | Germania | M       | Christian Brucia    |
| 21  | Germania | A       | Thomas Kurz         |
| 22  | Germania | F       | Marco Holz          |
| 23  | Germania | M       | Thomas Leberfinger  |
| 24  | Austria  | P       | Andreas Michl       |
| 26  | Germania | M       | Andreas Niederquell |
| 27  | Germania | A       | Christian Cappek    |
| 28  | Germania | P       | Manuel Schönhuber   |
| 29  | Germania | P       | Egon Weber          |